# Кременчугский железорудный район
Кременчу́гский железору́дный райо́н (или Кременчугская магнитная аномалия) — один из железорудных районов Украины.
Месторождение открыто в 1928 году известным ленинградским геологом и геофизиком Андреем Строной и является продолжением Криворожского железорудного бассейна — а именно северная часть Криворожско-Кременчугской железорудной полосы, около 45 км Месторождения легкообогатимых магнетитовых кварцитов (Горишне-Плавнинское, Лавриковское, Еристовское, Белановское, Васильевское, Харченковское, Мануйловское, Броварковское) до глубины 500 м с запасами 4-4,5 млрд т и богатых железных руд (Кременчугское (Галещинское)) с разведанными запасами 220 млн т. Содержание железа в кварцитах 25-40 %, в богатых рудах 58 %. Горишне-Плавнинское и Лавриковское месторождения разрабатываются Полтавским горно-обогатительным комбинатом). Центр добычи — г. Горишние Плавни.